# Incident d'Imo

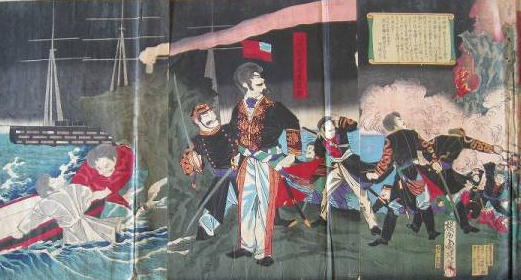
Le Soulèvement coréen de 1882 (peinture de Toyohara Chikanobu, 1882).

L'incident d'Imo (임오군란, Imo Kullan), aussi appelé mutinerie d'Imo, est une révolte militaire spontanée de plusieurs unités de l'armée coréenne qui eut lieu à Séoul le 23 juillet 1882. Le mot « Imo » fait référence au 5e cycle lunaire dans le calendrier coréen.
Cet événement est le résultat de plusieurs causes différentes. D'abord en réaction aux politiques provocatrices et au comportement des conseillers militaires japonais envoyés en Corée en 1881. Ensuite, en raison du soutien du roi Kojong aux réformes et à la modernisation venues du Japon. De nombreuses personnes sont alors préoccupées par la perspective de l'intégration d'officiers japonais dans une nouvelle structure de l'armée.
La cause officielle de la révolte est attribuée à une dispute au sujet de salaires non payés mais aussi à la réaction des soldats après avoir découvert du sable et du mauvais riz dans les rations.
Pour leur part, les Japonais appellent cet événement l'incident de Jingo (壬午事変, Jingo Jihen), Le mot « Jingo » faisant référence à l'année 1882.

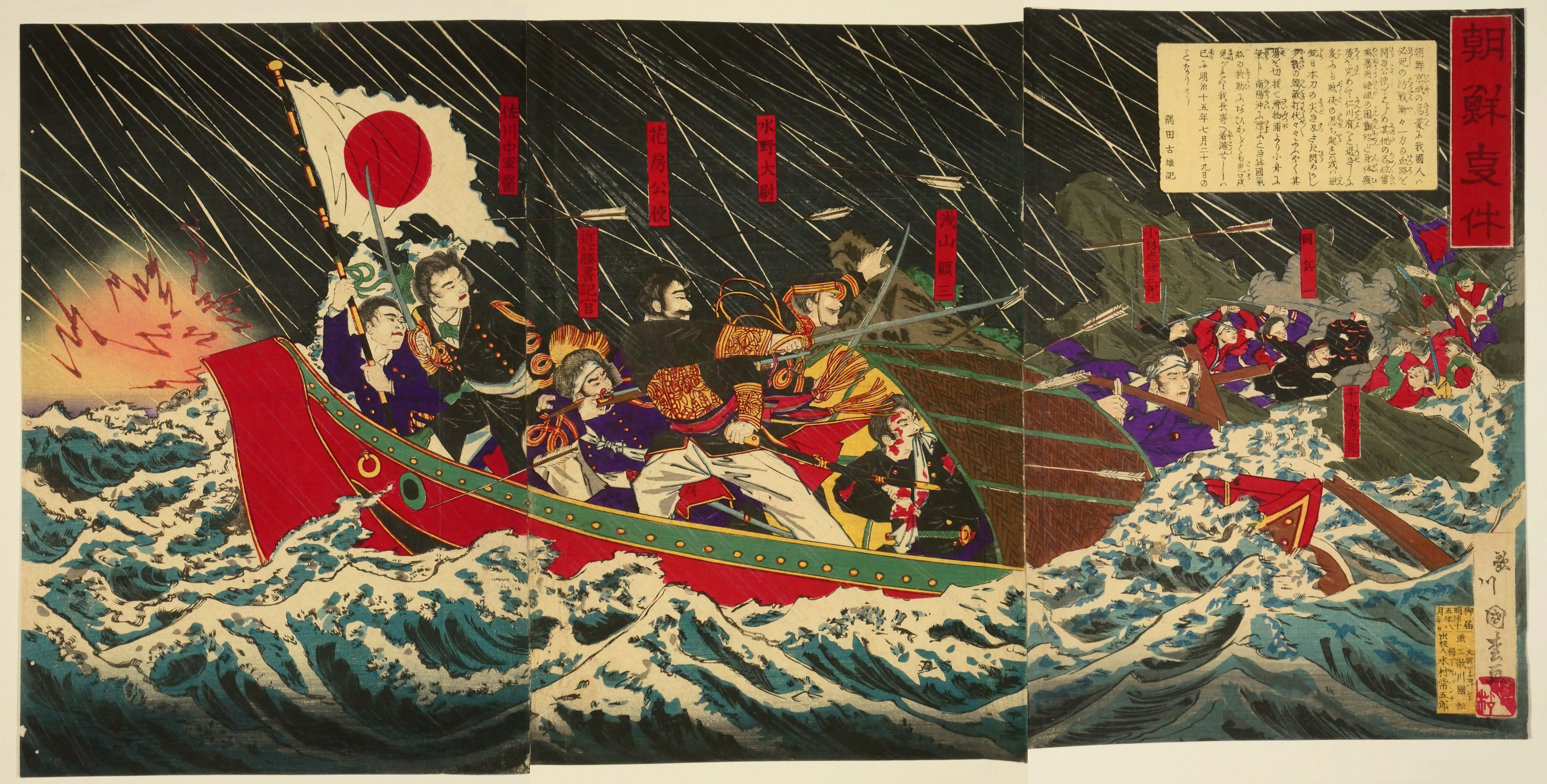
Fuite de la légation japonaise.

Les émeutiers tuent plusieurs membres du gouvernement coréen, détruisent des maisons de ministres et occupent le palais Changdeokgung.
Malgré le chaos ambiant, le père du roi, Daewongun, tente de rétablir l'ordre en soutenant les plaintes des soldats.
Les sentiments anti-japonais des émeutiers les poussent à attaquer la légation japonaise. Hanabusa Yoshitada, le ministre japonais en Corée, et ses conseillers sont forcés de fuir les lieux. Ils quittent le pays par la mer à bord d'un petit bateau et sont récupérés par le navire britannique Flying Fish. Durant la révolte, de nombreux Japonais sont tués, dont Horimoto Reijo.
La Chine envoie des troupes et trois navires de guerre à Séoul. Daewongun est accusé d'encourager les émeutiers et la violence, il est arrêté par les Chinois et est emprisonné trois ans en Chine avant de rentrer en Corée en 1885.
Le gouvernement de Meiji renvoie l'ambassadeur Hanabusa à Séoul avec quatre navires de guerre, trois navires de transport et un bataillon de soldats pour assurer sa sécurité.